# Afonso de Lencastre
Afonso de Lencastre (Azeitão, 1597  — 1654) foi segundo filho varão de Álvaro de Lencastre e Juliana de Lencastre, terceiros Duques de Aveiro. Filipe III de Portugal (Filipe IV de Espanha) concedeu-lhe, em 1627, o título português de marquês de Porto Seguro. Mais tarde, e já depois da restauração de 1 de Dezembro de 1640, manteve-se fiel aos Habsburgos sendo recompensado, em 23 de Março de 1642, com os novos títulos espanhóis de Marquês do Sardoal e Duque de Abrantes, sem reconhecimento em Portugal.
Casou em 1627 com Ana de Sanda (morta em 1650). 
Descendência:
- 1 - Alvaro (1630-morto cedo)
- 2 - Luís, morto jovem.
- 3 - Agostinho de Lencastre (Lisboa 1639-1720), Duque de Abrantes. Casou com D.  Joana de Noronha de Silva (morta em 1690). Foram seus filhos:

(A) Afonso, Marquês de Porto Seguro, vivo em 1720.
(B) Fernando (morto em 1692 no México), Duque de Linhares; casado em 1686 com Leonor da Silva (morta em 1692).
(C) Joao Manoel (morto em 1733), Duque de Linhares, Duque de Abrantes, Bispo de Málaga e Cuenza, Patriarca da Índia.
(D) Mariana, cedo morta.
(E) Josefa, em 1686 casada com Bernardino de Carvajal, Conde de Enjarada.
(F) Manuela Francisca (morta em 1700 em Madrid), casada em Madrid em 1690 com José Bernardino de Bazan (m. em 1693), Marquês de Santa Cruz del Viso Blanco.
(G) Ana Agostinha, priora em Madrid.
- 4 - Maria (Lisboa 1639-depois de 1692). Casada desde 1654 com Pedro de Leiva-Lacerda, Marquês de Landrada.